# Machero
Machero är en ort i Mexiko, tillhörande Cuautitlán kommun i delstaten Mexiko. Machero ligger i den centrala delen av landet och tillhör Mexico Citys storstadsområde. Orten hade 385 invånare vid folkmätningen 2010.